# Открытые проблемы в теории чисел
Теория чисел — это раздел математики, занимающийся преимущественно изучением натуральных и целых чисел и их свойств, часто с привлечением методов математического анализа и других разделов математики. Теория чисел содержит множество проблем, попытки решения которых предпринимались математиками в течение десятков, а иногда даже сотен лет, но которые пока так и остаются открытыми. Ниже приведены некоторые из наиболее известных нерешённых проблем.

## Гипотезы опростых числах
- Сильная проблема Гольдбаха. Каждое чётное число, большее 2, можно представить в виде суммы двух простых чисел.
- Проблема Ризеля: поиск такого минимального нечётного {\displaystyle k<509203}, что число {\displaystyle k\cdot 2^{n}-1} является составным для всех натуральных {\displaystyle n}.
- Проблема Серпинского: поиск такого минимального нечётного натурального {\displaystyle k<78557}, что число {\displaystyle k\cdot 2^{n}+1} является составным для всех натуральных {\displaystyle n}.
  - Простая проблема Серпинского: поиск такого минимального нечётного простого натурального {\displaystyle k<271129}, что число {\displaystyle k\cdot 2^{n}+1} является составным для всех натуральных {\displaystyle n}.
  - Двойственная проблема Серпинского: поиск такого минимального нечётного натурального {\displaystyle k}, что число {\displaystyle 2^{n}\pm k} является составным для всех натуральных {\displaystyle n}. Связанный вопрос о тесте на простоту: если существует алгоритм, позволяющий быстро (за полиномиальное время) узнать, является ли число {\displaystyle k\cdot 2^{n}\pm 1} простым (строго, то есть не псевдопростым), то существует ли двойственный к нему алгоритм теста на простоту для чисел вида {\displaystyle 2^{n}\pm k}? Ответ на последний вопрос позволил бы узнать, являются ли пять больших возможно простых из задания «Пять или провал» простыми или составными.
- Гипотеза Артина о бесконечности множества простых чисел, по модулю которых заданное целое число является первообразным корнем.
- Гипотеза Лежандра. Для любого натурального {\displaystyle n} между {\displaystyle n^{2}} и {\displaystyle (n+1)^{2}} найдётся хотя бы одно простое число.
- Гипотеза Оппермана. Для любого натурального {\displaystyle n} между {\displaystyle n^{2}} и {\displaystyle n(n+1)} найдётся хотя бы одно простое число и между {\displaystyle n(n+1)} и {\displaystyle (n+1)^{2}} — ещё хотя бы одно (другое) простое число.
- Гипотеза Андрицы. Функция {\displaystyle f(n)={\sqrt {p_{n+1}}}-{\sqrt {p_{n}}}} (где {\displaystyle p_{n}} — это {\displaystyle n}-е простое число) принимает значения, меньшие 1 для любого n.
- Гипотеза Брокара. Для любого натурального {\displaystyle n} между {\displaystyle p_{n}^{2}} и {\displaystyle p_{n+1}^{2}} (где {\displaystyle p_{n}} — это {\displaystyle n}-е простое число) найдётся хотя бы четыре простых числа.
- Гипотеза Фирузбахт. Последовательность {\displaystyle (p_{n})^{1/n}} — строго убывающая (здесь {\displaystyle p_{n}} — это {\displaystyle n}-е простое число).
- Гипотеза Полиньяка. Для любого чётного числа {\displaystyle n} найдётся бесконечно много пар соседних простых чисел, разность между которыми равна {\displaystyle n}.
- Гипотеза Аго — Джуги: верно ли, что если
{\displaystyle \sum _{i=1}^{p-1}i^{p-1}=1^{p-1}+2^{p-1}+\cdots +(p-1)^{p-1}\equiv -1{\pmod {p}}}, то p — простое?
- Верно ли, что для любого положительного иррационального числа {\displaystyle \theta } и любого положительного {\displaystyle \epsilon } существует бесконечное количество пар простых чисел {\displaystyle (p,q),} для которых выполняется неравенство {\displaystyle \left|\theta -{\frac {p}{q}}\right|<q^{-2+\epsilon }}?[1]
- Сходится ли ряд {\displaystyle \sum _{k=1}^{\infty }(-1)^{k}{\frac {k}{p_{k}}}}?[2] Но если он сходится, то простых чисел-близнецов конечно много. Это вытекает из теоремы о распределении простых чисел и признака Лейбница[источник не указан 2383 дня].
- Гипотеза Гильбрайта. Для любого натурального числа {\displaystyle n} последовательность абсолютных разностей {\displaystyle n}-го порядка для последовательности простых чисел начинается с 1. Абсолютные разности 1-го порядка — это абсолютные величины разностей между соседними простыми числами: {\displaystyle 1,2,2,4,2,\dots ,} разности 2-го порядка — это абсолютные величины разностей между соседними элементами в последовательности абсолютных разностей 1-го порядка: {\displaystyle 1,0,2,2,2,\dots } и т. д. Гипотеза проверена для всех n < 3,4×1011[3]
- Гипотеза Буняковского Если {\displaystyle f(x)} — целозначный неприводимый многочлен и d — наибольший общий делитель всех его значений, то целозначный многочлен {\displaystyle f(x)/d} принимает бесконечно много простых значений. 4-я проблема Ландау — частный случай этой гипотезы при {\displaystyle f(x)=x^{2}+1}.
- Гипотеза Диксона Если {\displaystyle a_{1}n+b_{1},a_{2}n+b_{2}...,a_{r}n+b_{r}} — конечное число арифметических прогрессий, то существует бесконечно много натуральных чисел n таких, что для каждого такого n все r чисел {\displaystyle a_{1}n+b_{1},a_{2}n+b_{2}...,a_{r}n+b_{r}} являются простыми одновременно. Причём из рассмотрения исключается тривиальный случай, когда существует такое простое p, что при любом n хотя бы одно число {\displaystyle a_{j}n+b_{j}} кратно p.
- Гипотеза Эллиота — Халберстама и её обобщение в теории простых чисел в модулях.
- Все ли числа Ферма составные при n > 4?
- Все ли числа Мерсенна с простыми индексами свободны от квадратов?
- Имеются ли двойные числа Мерсенна с индексами n > 60?
- Является ли число MM127 и следующие члены последовательности Каталана — Мерсенна простыми?
- Имеются ли простые числа Вольстенхольма, отличные от 16 843 и 2 124 679?
- Открытым является вопрос бесконечности количества простых чисел в каждой из следующих последовательностей[4]:

| Последовательность                                                                   | Название                   |
| {\displaystyle 2^{n}-1}                                                              | числа Мерсенна             |
| {\displaystyle n^{2}+1}                                                              | 4-я проблема Ландау        |
| {\displaystyle n^{2^{k}}+1}, {\displaystyle k>0}                                     | обобщение проблемы Ландау. |
| {\displaystyle n\cdot 2^{n}+1}                                                       | числа Каллена              |
| {\displaystyle n\cdot 2^{n}-1}                                                       | числа Вудала               |
| {\displaystyle 2^{2^{n}}+1}                                                          | числа Ферма                |
| {\displaystyle F_{n}}                                                                | числа Фибоначчи            |
| пары {\displaystyle (n,\;n+2)}                                                       | простые близнецы           |
| пары {\displaystyle (n,\;2n+1)}                                                      | простые числа Софи Жермен  |
| {\displaystyle n!\pm 1}                                                              | факториальные числа        |
| {\displaystyle n\#\pm 1}                                                             | праймориальные числа       |
| {\displaystyle k\cdot 2^{n}+1}, {\displaystyle k} — нечетно, {\displaystyle 2^{n}>k} | числа Прота                |

- Существует ли многочлен {\displaystyle f(x)} , кроме линейного, среди значений которого существует бесконечно много простых чисел?[6]
- Почему простые числа располагаются в цепочки вдоль диагоналей скатерти Улама?[6]
- Верно ли, что только три простых числа, а именно 5, 13 и 97, представимы в виде {\displaystyle 2^{k}+3^{k}} при некотором натуральном {\displaystyle k}?

## Гипотезы о совершенных числах
- Не существует нечётных совершенных чисел.[7]
- Количество совершенных чисел бесконечно.

## Гипотезы о дружественных числах
- Не существует взаимно простых дружественных чисел.
- Любая пара дружественных чисел имеет одинаковую чётность.
- Дружественных чисел бесконечно много.

## Гауссовы числа
- Найти количество гауссовых чисел, норма которых меньше заданной натуральной константы {\displaystyle R}. В эквивалентной формулировке эта тема известна как «проблема круга Гаусса» в геометрии чисел[8]. См. последовательность A000328 в OEIS.
- Найти прямые на комплексной плоскости, содержащие бесконечно много простых гауссовых чисел. Две такие прямые очевидны — это координатные оси; неизвестно, существуют ли другие[9].
- Вопрос, известный под названием «ров Гаусса»: можно ли дойти до бесконечности, переходя от одного простого гауссова числа к другому скачками заранее ограниченной длины? Задача поставлена в 1962 году и до сих пор не решена[10].

## Диофантовы уравнения
- Каждое ли перечислимое множество имеет однократное диофантово представление?[11]
- Может ли не иметь однократного диофантова представления объединение двух множеств, каждое из которых имеет однократное диофантово представление?
- Каждое ли перечислимое множество имеет диофантово представление в виде уравнения степени 3 относительно всех переменных (параметров и неизвестных)?
- Каждое ли перечислимое множество имеет диофантово представление в виде уравнения степени 3 относительно неизвестных?
- Какое наименьшее число переменных может иметь универсальное диофантово уравнение? Какую наименьшую степень оно может иметь при таком числе переменных? Наименьший известный результат — 9 переменных. Наименьшая известная степень уравнения при 9 переменных превышает {\displaystyle 10^{45}.}[12]
- Какое наименьшее число переменных может иметь универсальное диофантово уравнение степени 4? Наименьший известный результат составляет 58.
- Существует ли универсальное диофантово уравнение степени 3? Если да, то какое наименьшее число переменных оно может иметь?
- Какое наименьшее количество операций (сложений, вычитаний и умножений) может иметь универсальное диофантово уравнение? Наименьший известный результат составляет 100.
- Бесконечно ли множество решений диофантова уравнения {\displaystyle 9(u^{2}+7v^{2})^{2}-7(r^{2}+7s^{2})^{2}=2}?[11]
- Существование прямоугольного параллелепипеда с тремя целочисленными рёбрами и целочисленными диагоналями.
- Гипотеза Холла об оценке сверху для решений диофантова уравнения Морделла {\displaystyle y^{2}=x^{3}+k} при заданном {\displaystyle k\neq 0}.
- Гипотеза Пиллаи — любое натуральное число {\displaystyle C} может быть представлено лишь конечным количеством разностей совершенных степеней.
- Существование множества из пяти положительных целых чисел, произведение любых двух из которых на единицу меньше точного квадрата.

Многие нерешённые проблемы (например, проблема Гольдбаха или гипотеза Римана) могут быть переформулированы как вопросы о разрешимости диофантовых уравнений 4-й степени некоторого специального вида, однако такая переформулировка обычно не делает проблему проще ввиду отсутствия общего метода решения диофантовых уравнений.

## Аналитическая теория чисел
- Гипотеза Римана (теоретико-числовая формулировка). Верна ли следующая асимптотическая формула для распределения простых чисел:
{\displaystyle \pi (x)=\int \limits _{2}^{x}\!{\frac {dt}{\ln t}}+O\left({\sqrt {x}}\ln x\right)?}
- Известно, что количество точек с положительными целочисленными координатами в области, ограниченной гиперболой {\displaystyle xy=N} и положительными полуосями, выражается асимптотической формулой
{\displaystyle \Phi (N)=\sum _{k=1}^{N}\tau (k)=N\ln N+(2\gamma -1)N+O(N^{\theta }),}

где {\displaystyle \tau (k)} — количество делителей числа k, {\displaystyle \gamma } — постоянная Эйлера — Маскерони, а {\displaystyle \theta } может быть выбрано равным {\displaystyle {\frac {131}{416}}.} Однако неизвестно, при каком наименьшем значении {\displaystyle \theta } эта формула останется верной (известно, что оно не меньше, чем 1⁄4). Равно ли оно в точности 1⁄4? Прямые вычисления {\displaystyle \theta } приводят к этой гипотезе, поскольку {\displaystyle x^{\theta }/x^{1/4}} оказывается почти нормальным распределением с дисперсией 1 для x вплоть до {\displaystyle 10^{16}}.
- Гипотеза Крамера о пробелах между простыми числами: {\displaystyle \max _{i\leq n}(p_{i+1}-p_{i})=O(\ln ^{2}p_{n})}.
- Ослабленная гипотеза Мертенса: доказать, что функция Мертенса {\displaystyle M(n)} оценивается как {\displaystyle M(n)=O(n^{1/2+\varepsilon })}. Ослабленная гипотеза Мертенса эквивалентна гипотезе Римана.
- Первая гипотеза Харди — Литлвуда — гипотеза о плотности распределения кортежей простых чисел вида {\displaystyle (p,p+a_{2}...,p+a_{k})}, утверждающая, в частности, что число таких кортежей бесконечно, исключая тривиальные случаи. Эта гипотеза является уточнением гипотезы о простых близнецах, а также является частным случаем гипотезы Диксона.
- Вторая гипотеза Харди — Литлвуда — гипотеза о логарифмическом свойстве функции числа простых чисел: {\displaystyle \pi (x+y)\leqslant \pi (x)+\pi (y)}. Доказано, что гипотезы Харди — Литлвуда обе сразу не могут быть верными и верна максимум одна[17].
- Гипотеза Сингмастера. Обозначим через {\displaystyle N(a)} количество раз, которое натуральное число {\displaystyle a}, большее единицы, встречается в треугольнике Паскаля. Сингмастер показал, что {\displaystyle N(a)=O(\ln a)}, что в дальнейшем было улучшено до {\displaystyle N(a)=O(\ln a\cdot \ln \ln \ln a\cdot {\ln }^{-3}\ln a)}. Верно ли более сильное утверждение {\displaystyle N(a)=O(1)}?
- Гипотеза Зарембы. Для любого натурального числа q найдётся такое число p, что в разложении {\displaystyle {\frac {p}{q}}} в цепную дробь все неполные частные не превосходят пяти. В 2011 году Жаном Бургейном и Алексом Конторовичем было доказано, что для дробей с неполными частными, ограниченными 50, гипотеза верна на множестве плотностью 1[18].

## Теория Рамсея
- Значения чисел Рамсея {\displaystyle R(r,\;s)}[19]. Точно известны только несколько первых чисел. Например, неизвестно, при каком наименьшем N в любой группе из N человек найдутся 5 человек, попарно знакомых друг с другом, или 5 человек, попарно незнакомых друг с другом — это число обозначается {\displaystyle R(5,\;5)}, про него известно только, что {\displaystyle 43\leqslant R(5,\;5)\leqslant 48}.

| {\displaystyle r,\;s} | 1 | 2  | 3        | 4         | 5          | 6           | 7           | 8           | 9            | 10           |
| --------------------- | - | -- | -------- | --------- | ---------- | ----------- | ----------- | ----------- | ------------ | ------------ |
| 1                     | 1 | 1  | 1        | 1         | 1          | 1           | 1           | 1           | 1            | 1            |
| 2                     | 1 | 2  | 3        | 4         | 5          | 6           | 7           | 8           | 9            | 10           |
| 3                     | 1 | 3  | 6        | 9         | 14         | 18          | 23          | 28          | 36           | [40, 42]     |
| 4                     | 1 | 4  | 9        | 18        | 25         | [36, 41]    | [49, 61]    | [59, 84]    | [73, 115]    | [92, 149]    |
| 5                     | 1 | 5  | 14       | 25        | [43, 48]   | [58, 87]    | [80, 143]   | [101, 216]  | [133, 316]   | [149, 442]   |
| 6                     | 1 | 6  | 18       | [36, 41]  | [58, 87]   | [102, 165]  | [115, 298]  | [134, 495]  | [183, 780]   | [204, 1171]  |
| 7                     | 1 | 7  | 23       | [49, 61]  | [80, 143]  | [115, 298]  | [205, 540]  | [217, 1031] | [252, 1713]  | [292, 2826]  |
| 8                     | 1 | 8  | 28       | [56, 84]  | [101, 216] | [127, 495]  | [217, 1031] | [282, 1870] | [329, 3583]  | [343, 6090]  |
| 9                     | 1 | 9  | 36       | [73, 115] | [133, 316] | [183, 780]  | [252, 1713] | [329, 3583] | [565, 6588]  | [580, 12677] |
| 10                    | 1 | 10 | [40, 42] | [92, 149] | [149, 442] | [179, 1171] | [289, 2826] | [343, 6090] | [581, 12677] | [798, 23556] |

- Значения чисел ван дер Вардена. На данный момент известны значения только 6 первых чисел[20]: 1, 3, 9, 35, 178 и 1132. Например, неизвестно, при каком наименьшем N при любом разбиении множества {\displaystyle \{1,2,\dots ,N\}} на два подмножества хотя бы одно из них будет содержать арифметическую прогрессию длиной 7 (известно, что {\displaystyle 3704\leqslant N\leqslant {}^{8}2}, где выражение для верхней границы использует тетрацию)[21].

## Другие проблемы
- Пусть {\displaystyle x} — положительное число такое, что {\displaystyle 2^{x}} и {\displaystyle 3^{x}} — целые числа. Может ли {\displaystyle x} не быть целым числом?
- Существование слегка избыточных чисел.
- Существование цикла из трёх компанейских чисел.
- Существуют ли попарно различные натуральные числа {\displaystyle a,\;b,\;c,\;d} такие, что {\displaystyle a^{5}+b^{5}=c^{5}+d^{5}}?[22]
- Существуют ли две различные пифагоровы тройки, имеющие одинаковое произведение?[23]
- Гипотеза Била. Если {\displaystyle A^{x}+B^{y}=C^{z},} где {\displaystyle A,\;B,\;C,\;x,\;y,\;z} — натуральные и {\displaystyle x,\;y,\;z>2}, то {\displaystyle A,\;B,\;C} имеют общий простой делитель.
- Гипотеза Эрдёша. Если сумма обратных величин для некоторого множества натуральных чисел расходится, то в этом множестве можно найти сколь угодно длинную арифметическую прогрессию.
- Насколько велика может быть сумма обратных величин последовательности натуральных чисел, в которой никакой элемент не равен сумме нескольких других различных элементов? (Эрдёш)[24]
- Гипотеза Коллатца (гипотеза 3n + 1).
- Гипотеза жонглёра. Любая последовательность жонглёра достигает 1[25]. Последовательность жонглёра описывается рекурсивной формулой:
{\displaystyle a_{k+1}={\begin{cases}\left\lfloor a_{k}^{1/2}\right\rfloor ,&{\text{если}}\ a_{k}\ {\text{чётное}};\\\\\left\lfloor a_{k}^{3/2}\right\rfloor ,&{\text{если}}\ a_{k}\ {\text{нечётное}}.\end{cases}}}
- Задача Брокара. Имеет ли уравнение {\displaystyle n!+1=m^{2}} решения в натуральных числах, кроме (4, 5), (5, 11) и (7, 71)?[26]
- Гипотеза Томашевски. Только числа 1, 6 и 120 являются одновременно треугольными и факториалами[27]. В альтернативной формулировке сводится к решению уравнения {\displaystyle 8\cdot n!+1=m^{2}} в натуральных числах.
- Конечно ли множество решений уравнения {\displaystyle 2^{n}\equiv 3{\pmod {n}}?} В настоящее время известно только 5 решений[28].[29][30]
- Верно ли утверждение, что квадрат всякого рационального числа представим в виде суммы четвёртых степеней четырёх рациональных чисел?
- Проблема Варинга и её обобщения:
  - Конечно ли множество натуральных чисел, которые нельзя представить в виде суммы 6 кубов неотрицательных целых чисел?[31] Аналогичный вопрос стоит для сумм 5 и 4 кубов, а также для многих чисел слагаемых со степенями выше 4.
  - С какой точностью натуральное число можно представить суммой квадратов двух целых чисел?
- Проблема 196. Существуют ли такие натуральные числа, которые в результате повторения операции «перевернуть и сложить», никогда не превратятся в палиндром?
- Возможно ли представление любого целого числа в виде (алгебраической) суммы четырёх кубов?[32]
  - неизвестно доказательство этого утверждения;
  - неизвестен пример числа, которое представить таким образом нельзя.
- Две из четырёх гипотез Поллока о фигурных числах.
- Существует ли точная четвёртая степень с суммой цифр, равной четырём?